# Maurizio Calvesi (Kunsthistoriker)
Maurizio Calvesi (* 18. September 1927 in Rom; † 24. Juli 2020 ebenda) war ein italienischer Kunsthistoriker und Kunstkritiker, der zuletzt an der Universität La Sapienza in Rom lehrte.
Er kuratierte mehrere Kunstausstellungen und schrieb zahlreiche Essays und Artikel über die Geschichte der Kunst der Renaissance, des Barock und des 20. Jahrhunderts.
1990 wurde er mit dem Premio Viareggio für seine monographische Abhandlung Le realtà del Caravaggio (Die Realität des Caravaggio) ausgezeichnet. 2008 wurde ihm der Balzan-Preis für das Fachgebiet Bildende Künste ab 1700 verliehen.

## Schriften (Auswahl)
Italienische Ausgaben
- Le arti in Vaticano. Milano, Skira, 1961.
- Le incisioni dei Carracci. C.E.A.C., 1965.
- Le due avanguardie. Dal futurismo alla Pop Art. Prima edizione: Milano, Lerici Editori, 1966.
- Il Futurismo. Milano, Fratelli Fabbri Editori, 1970.
- Duchamp invisibile. Officina Edizioni, 1975.
- Le realtà del Caravaggio. Torino, Einaudi, 1990. ISBN 88-06-11710-6
- La Melanconia di Albrecht Dürer. Torino, Einaudi, 1993. ISBN 978-88-06-12686-5
- Piero della Francesca. Milano, Arnoldo Mondadori Editore, 1998. ISBN 88-04-56632-9

Deutsche Ausgaben
- Der Futurismus. Kunst und Leben. Taschen, Köln 1987